# Kasteel Speltinckx

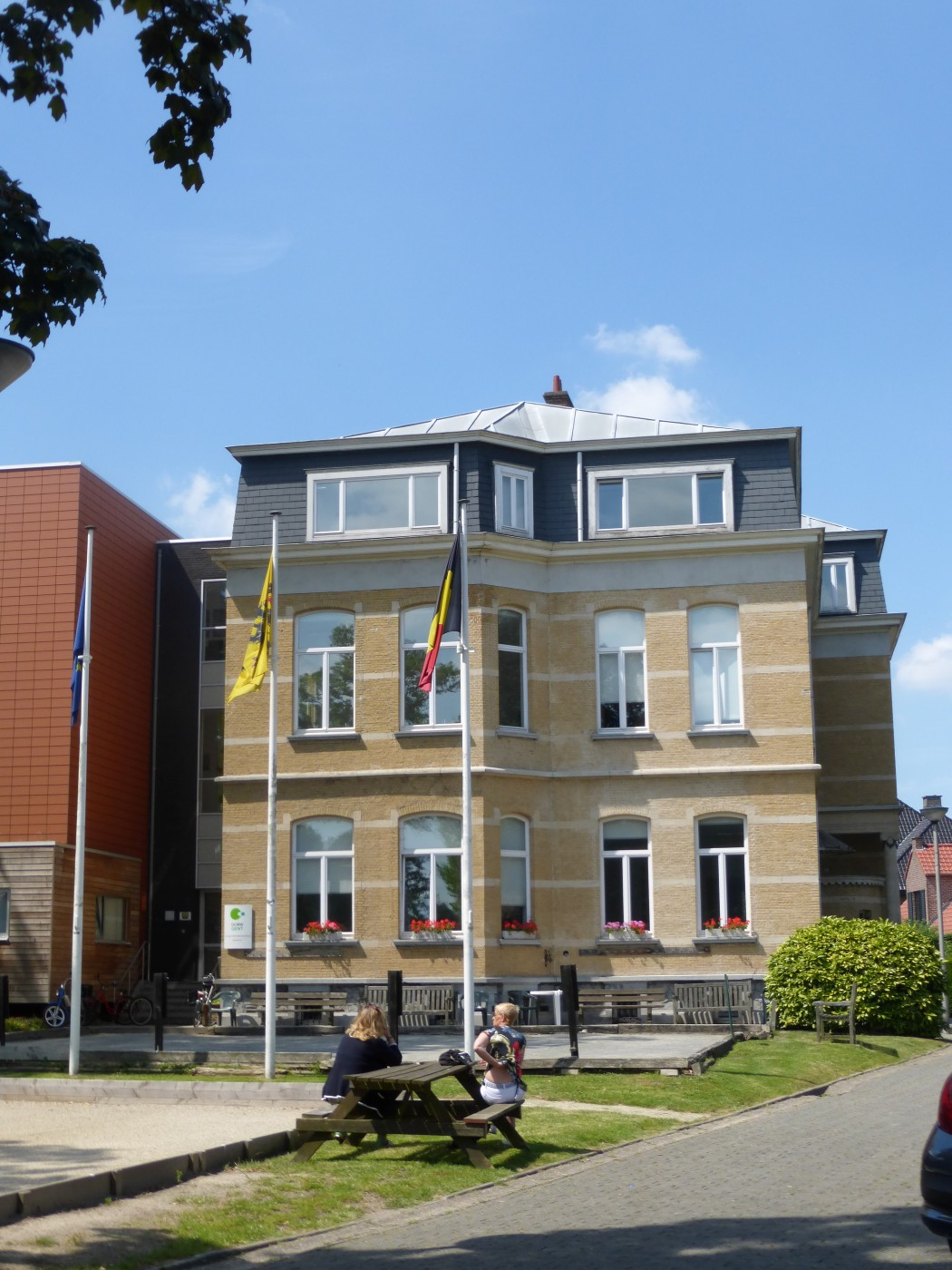
Kasteel Speltinckx

Het kasteel Speltinckx (ook: Villa Vital) is een kasteel in de tot de gemeente Gent behorende plaats Gentbrugge, gelegen aan Meersemdries 4.
Hier lag vroeger het kasteel van Jamoigne zoals dat omstreeks 1560 werd afgebeeld op een kaart van Jacob van Deventer. Op de fundamenten van dit kasteel zou in 1899 het kasteel Speltincks zijn gebouwd. In 1918 brandde dit uit en omstreeks 1920 werd het in iets gewijzigde vorm herbouwd.
Het betreft een gebouw in gele baksteen. In de jaren '60 van de 20e eeuw werd de tuin verkaveld en bij grondwerkzaamheden in 1964 stuitte men op oude funderingen van het voormalige kasteel van Jamoigne.